# Ferruccio Ranza

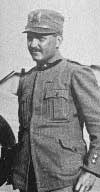
Ferruccio Ranza (1918)

Ferruccio Ranza (* 9. September 1892 in Fiorenzuola d’Arda, Provinz Piacenza; † 25. April 1973 in Bologna) war ein italienischer Jagdflieger im Ersten Weltkrieg.

## Militärische Laufbahn
Ranza war Pionieroffizier, als er 1915 seine Versetzung zur Fliegertruppe erreichte. Nach Abschluss der Pilotenausbildung kam er zunächst zu einer Aufklärungsstaffel. Ab 1916 diente er in der Staffel von Fulco Ruffo di Calabria, den er zeitweise als Staffelkapitän vertrat. Ranza wurden 17 persönliche Luftsiege bestätigt. Kurz vor Kriegsende übernahm Ranza das Kommando der hochdekorierten 91. Jagdstaffel von Ruffo di Calabria.
Nach dem Krieg blieb Ferruccio Ranza bei der 1923 als Teilstreitkraft geschaffenen italienischen Luftwaffe. Er kommandierte Geschwader und ein Fliegerkorps. Er schied im Januar 1945 als Dreisternegeneral aus dem aktiven Dienst aus.